# Brooke Astor

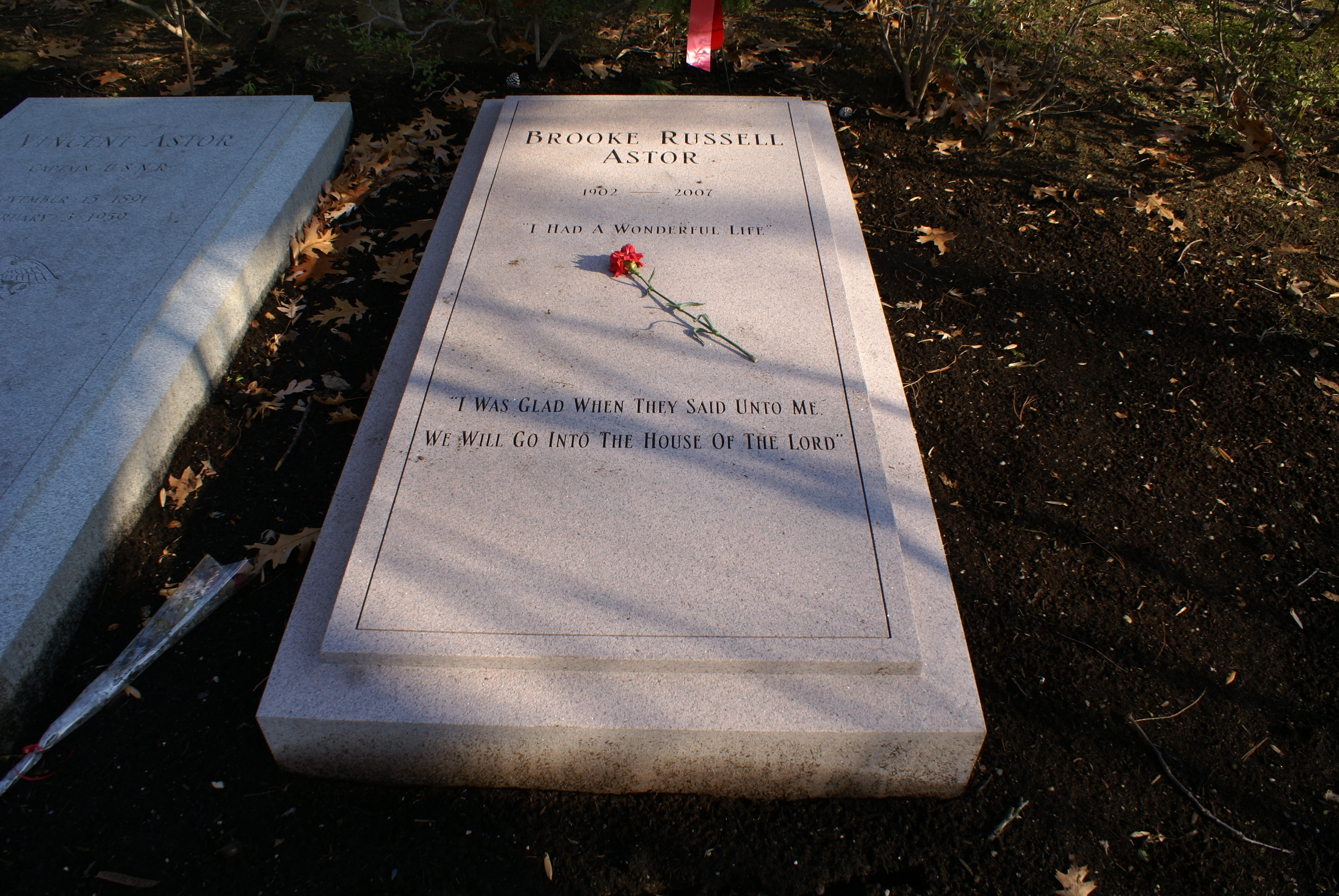
Tumba de Brooke Astor

Brooke Astor (30 de marzo de 1901- 13 de agosto de 2007) fue una filántropa estadounidense perteneciente a la alta sociedad, quien fue la presidenta de la Fundación Astor, que había sido creada por su tercer marido, Vincent Astor, hijo de John Jacob Astor IV, y bisnieto del primer multimillonario de los Estados Unidos, John Jacob Astor. 
También fue una novelista y escribió dos volúmenes de memorias.

## Primeros años
Roberta Brooke Russell nació en Portsmouth, Nuevo Hampshire, la única hija de John Henry Russell, Jr. (1872-1947), quien fue comandante de la Infantería de Marina y su esposa, Cecilia Mabel Howard (1879-1967). Su abuelo paterno fue John Henry Russell, un almirante de la Marina de los EE. UU. Ella fue nombrada por su abuela materna, Roberta Traill Brooke MacGill Howard y fue conocida como Bobby por sus amigos cercanos y familiares. 
Debido a la carrera de su padre, pasó gran parte de su niñez viviendo en China, la República Dominicana y otros lugares.

## Matrimonios

### John Dryden Kuser
Se casó con su primer marido, John Dryden Kuser (1897-1964), poco después de su decimoséptimo cumpleaños, el 26 de abril de 1919 en Washington D. C..
"No recomendaría a los jóvenes , casarse", dijo más tarde. "A la edad de dieciséis años, las personas no están cuajadas todavía. La primera persona que miras, te enamoras y te casas."
Su marido, fue hijo del financista y conservacionista coronel Anthony Rudolph Kuser y nieto del senador John F. Dryden.
"Los peores años de mi vida" fue como Brooke describió su tumultuoso primer matrimonio, que terminó en divorcio por el abuso físico de su marido, presuntamente debido al alcoholismo y el adulterio.
Según Frances Kiernan (escritora de la biografía de Brooke) cuando tenía seis meses de embarazo del único hijo de la pareja, su marido le rompió la mandíbula durante una pelea conyugal. "Aprendí sobre costumbres terribles de la familia de mi primer marido" le dijo a The New York Times. "Ellos no saben cómo tratar a la gente”. Al año de matrimonio, según un informe publicado durante el procedimiento de divorcio, Dryden Kuser comenzó a avergonzarla en las reuniones sociales, le dijo que ya no la amaba y que su matrimonio fue un fracaso. 
Astor tuvo un niño con Dryden Kuser, Anthony Kuser Dryden, nacido en 1924. 
En junio de 1929 Kuser acusó a su esposa de abandono matrimonial.
Después de esperar la culminación con éxito de su campaña senatorial de Nueva Jersey, ella solicitó el divorcio el 15 de febrero de 1930, en Reno, Nevada, el cual fue sentenciado ese mismo año.

### Charles Henry "Buddy" Marshall III
Su segundo marido, con quien se casó en 1932, fue Charles Henry "Buddy" Marshall (1891-1952). Marshall era el socio principal de la empresa de inversión Butler, Herrick & Marshall, heredero de Marshall Field III, y un descendiente de James Lenox, el fundador de la Biblioteca Lenox. 
Brooke escribió más tarde que el matrimonio era "un partido de gran amor." 
Ella tenía dos hijastros por el matrimonio, Peter Marshall y Helen Marshall de Huntington. 
En 1942, Anthony Dryden Kuser, entonces de 18 años, cambió su nombre a Anthony Marshall Dryden. No está claro si fue o no adoptado formalmente por su padrastro.

### Vincent Astor
En 1953, once meses después de la muerte de Charles Henry Marshall, se casó con su tercer y último marido, Vincent Astor (1891-1959), quien fue presidente de la junta directiva de la revista Newsweek y el último miembro de la familia Astor.
Fue el hijo mayor de John Jacob Astor IV (1864-1912) víctima del Titanic y su primera esposa, Ava Lowle Willing, se había casado y divorciado dos veces antes y era conocido por tener una personalidad difícil. 
“Vincent tuvo una infancia terrible, y como resultado, tuvo momentos de profunda melancolía," Brooke recordó. "Pero creo que me hacía feliz. Por eso me propuse hacerle reír, algo que nadie había hecho antes.
"Debido a su fortuna, Vincent sospechaba de todas las personas, ese mal traté de curárselo”. 
De acuerdo con una historia en los círculos de la sociedad, Astor acordó divorciarse de su segunda esposa, Minnie, sólo después de que había encontrado a una cónyuge de reemplazo. 
Durante su breve matrimonio con Astor, a quien llamó "el capitán", Brooke participó en su inmobiliaria el negocio hotelero y sus acciones filantrópicas.
Entre 1954 y 1958, redecoró una de sus propiedades, el Hotel St. Regis, que había sido construido por su suegro. 
A pesar de que recibió varias propuestas de matrimonio después de la muerte de Vincent, decidió no volver a casarse. Ella comentó: "Yo tendría que casarme con un hombre de una edad adecuada y no es fácil. Francamente, creo que soy incasable ahora", dijo en una entrevista en 1980, cuando tenía 78. "Estoy demasiado acostumbrada a tener las cosas a mi manera. Pero todavía puedo disfrutar de una coquetería de vez en cuando".

## Filantropía
A pesar de que fue nombrada miembro de la junta directiva de la Fundación Astor poco después de su matrimonio, tras la muerte de Vincent en 1959, se hizo cargo de todas las instituciones filantrópicas que dejó su difunto esposo. A pesar de la liquidación de la Fundación Astor en 1997, continuó participando activamente en organizaciones de caridad y en la vida social de Nueva York. La Biblioteca Pública de Nueva York fue siempre una obra de caridad favorita.
Como resultado de su trabajo de caridad, Astor fue galardonada con la Medalla Presidencial de la Libertad en 1998. 
El lema de su vida esta resumida en las siguientes palabras: "El dinero es como el estiércol, no vale la pena a menos que se reparta." 
Entre muchas otras organizaciones, participó en “ Lighthouse for the Blind”, la Asociación Central de Maternidad, la Casa Astor para los niños con trastornos emocionales, el Comité Internacional de Rescate, el Fondo de aire fresco, y Mujeres auxiliares de la Sociedad del Hospital de Nueva York.

## Fallecimiento
Astor murió el 13 de agosto del 2007 a los 105 años de una neumonía en su casa en Briarcliff Manor, Nueva York.